# GIBcam
GIBcam ist eine CAD/CAM-Software für die NC-Programmierung von CNC-Maschinen. Die Software ist ein Produkt des Unternehmens GIB – Gesellschaft für Industrieberatung Dresden mbH. Sie wird in Deutschland seit 1990 entwickelt und angeboten.

## Beschreibung
GIBcam dient zur NC-Programmierung auf Basis von 2-D- und 3-D-Geometrien oder auf Basis von Bearbeitungsfeature.
Bei der NC-Programmierung auf Basis von Geometriedaten wird schwerpunktmäßig das Fräsen auf Freiformflächen  unterstützt. Es wird ergänzt um Strategien für das Bohren, Gravieren und Schneiden.
Die featureorientierte NC-Programmierung kann für das Bohren und das Fräsen verwendet werden. Bohrfeature können u. a. Tieflochbohrungen, konventionelle Bohrungen, Gewinde, Passungen oder Senkungen sein. Als Fräsfeature werden z. B. Taschen, Einstiche und Langlöcher unterstützt. GIBcam nutzt die beim Konstruktionsprozess erstellten Feature und bietet die Möglichkeit, Feature-Informationen aus der CAD-Geometrie zu erkennen, Feature-Recognition genannt.
NC-Programme zur Steuerung von 3-Achs-, 4-Achs- (z. B. mit Teilapparat), 5-Achs- und 5-Simultanachsigen CNC-Maschinen können über einen Postprozessor ausgegeben werden. Sie können HSC- bzw. HPC-gerecht optimiert sein.
Die Software ist als Flächenmodellierer mit Funktionen für die Konstruktion neuer 3-D-CAD-Daten ausgestattet. Funktionen für die Aufbereitung der Geometrie (z. B. Formtrennung, Elektrodengenerierung) und Freiformflächenmodellierung sowie der Featuredaten sind in der Software enthalten.

## Einsatzgebiete
Neben den Haupteinsatzgebieten Werkzeugbau, Formenbau und Modellbau wird die Software in weiteren Branchen, z. B. im Vorrichtungsbau, Maschinenbau, Automobilbau oder im Flugzeugbau zum Herstellen von Impellern, Inducern oder Blades genutzt. Sie wird für ultraschallgestütztes Fräsen und Laserauftragschweißen eingesetzt.

## Versionsgeschichte
Die Software wurde bis 1998 als GIBcam für MS-DOS vermarktet. Parallel zu GIBcam gab es ab 1997 in Kombination mit CAD-Komponenten eine Version für Microsoft Windows NT. Sie wurde als GIB CAD&CAM für Windows NT auf den Markt gebracht. Die Folgeversionen waren GIBcam bzw. GIB CAD&CAM Version 2 und Version 2.1. Im Jahr 2006 wurde die Zählweise der Versionen geändert. Beide Varianten wurden wieder unter dem Namen GIBcam zusammengeführt. Die Versionsnamen orientieren sich an den Jahreszahlen. Aktuell wird die Software GIBcam vom Hersteller in verschiedenen Konfigurationen angeboten. GIBcam bezeichnet das komplette Softwarepaket. Daneben gibt es beispielsweise GIBcam-DRILL (für die NC-Programmierung der Bohr- und Tieflochbohrungen auf Basis von Featureelementen) oder GIBcam-25AX (für 2.5D-NC-Programmierung der Bohr- und Fräsbearbeitung).